# Gustav Sandberg Magnusson
Gustav Sandberg Magnusson (sinh ngày 3 tháng 2 năm 1992) là một cầu thủ bóng đá người Thụy Điển thi đấu cho IF Brommapojkarna ở vị trí tiền vệ.